# Феррерс, Уильям, 5-й барон Феррерс из Гроуби
Уильям де Феррерс (англ. William de Ferrers; 25 апреля 1372, Лутон Ху, Бедфордшир, Королевство Англия — 18 мая 1445, Вудхэм-Феррерс, Эссекс, Королевство Англия) — английский аристократ, 5-й барон Феррерс из Гроуби с 1388 года.

## Биография
Уильям де Феррерс принадлежал к знатному английскому роду нормандского происхождения, представители которого носили титул графов Дерби в 1138—1266 годах. Он был старшим и предположительно единственным сыном Генри де Феррерса, 4-го барона Феррерса из Гроуби, и Джоан Хоо и родился 25 апреля 1372 года в Лутон Ху — поместье своего деда по матери в Бедфордшире. После смерти отца в 1388 году Уильям унаследовал баронский титул и семейные владения, расположенные главным образом в Лестершире, Уорикшире и Саффолке. Король продал право опекать несовершеннолетнего лорда Роджеру де Клиффорду, 5-му барону де Клиффорду; тот женил подопечного на своей дочери Филиппе, но сам умер в следующем году. В 1393 году Уильям вступил в свои права.
Барон участвовал в первом походе короля Ричарда II в Ирландию (1395). В 1397 году его впервые вызвали в парламент как лорда, и позже он участвовал в работе ещё четырёх парламентов. Сохраняя в ранние годы лояльность по отношению к Ричарду II, Феррерс позже поддержал мятеж Генри Болингброка, захватившего престол под именем Генриха IV (1399). Он был в числе лордов, одобривших заключение свергнутого короля в тюрьму и посмертное осуждение за участие в Крещенском заговоре Джона и Томаса Холландов, родственников Ричарда (1401). В 1422 году барон вошёл в состав Королевского совета.
На протяжении всей жизни Феррерс уделял много внимания управлению своими землями и участию в жизни графств, в которых владел поместьями (в первую очередь Лестершира). Он состоял в судебных комиссиях, занимал ряд других местных должностей.
В браке с Филиппой де Клиффорд, дочерью Роджера де Клиффорда, 5-го барона де Клиффорда, и Мод де Бошан, у Уильяма родились:
- Генри (до 1394—1419/22[6] или 1425[7]);
- Томас;
- Матильда (до 1395—1462), жена Джона Рейли[8];
- Маргарет, жена Ричарда Грея, 6-го барона Грея из Уилтона[9];
- Элизабет, жена сэра Уильяма Калпепера.

После смерти Филиппы Феррерс вступал в брак ещё дважды: с Маргарет Монтегю, дочерью Джона Монтегю, 3-го графа Солсбери, и Мод Фрэнсис, и с Элизабет Стэндиш, дочерью Роберта Стэндиша из Ланкашира. Известно, что третий брак был заключён в октябре 1416 года без королевского разрешения. Барон пережил и третью жену (1441) и умер 18 мая 1445 года в своём поместье Вудхэм-Феррерс в Эссексе. Его похоронили, согласно завещанию, в монастыре Улверскрофт в том же графстве. Уильям пережил старшего сына, Генри, так что его наследницей стала внучка — Элизабет, жена сэра Эдуарда Грея.